# Universitätsklinikum Münster

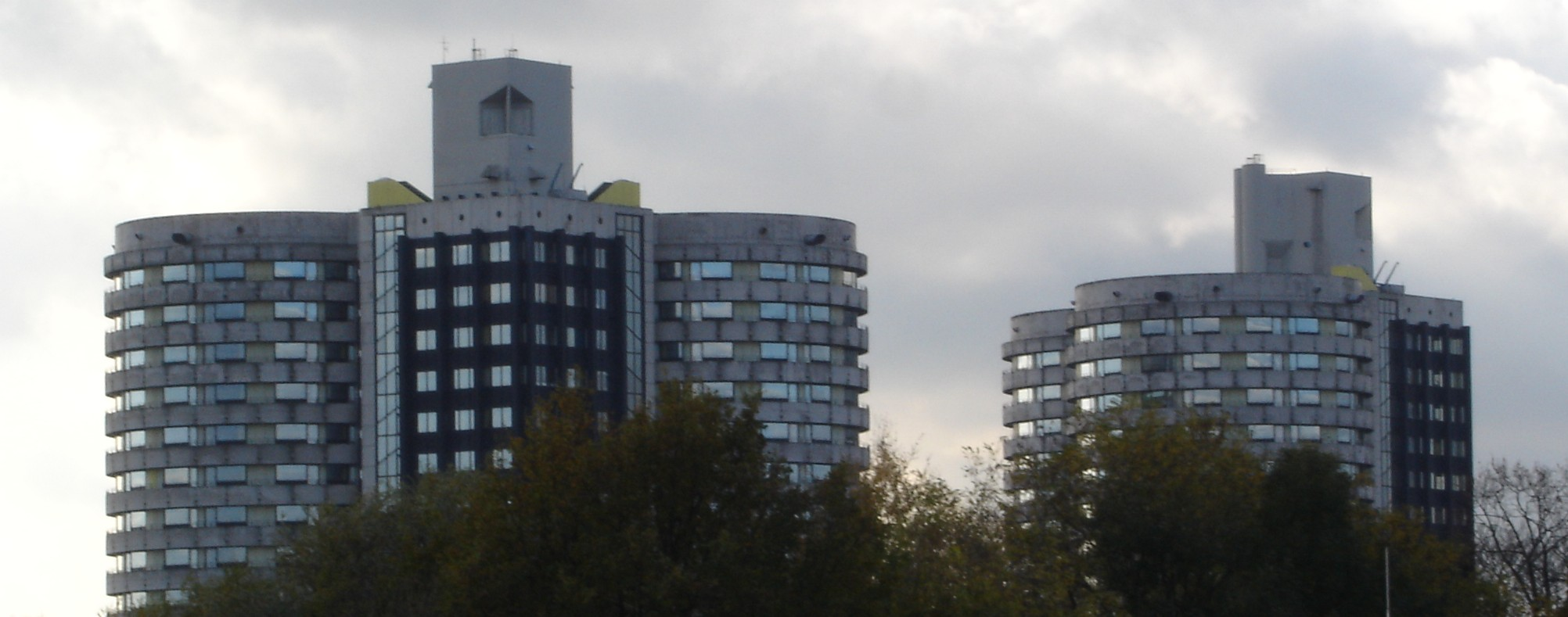
De twee torens van de centrale kliniek

Het Universitätsklinikum Münster (UKM) is een ziekenhuis voor universitaire en klinische zorg in de Duitse stad Münster. Het ziekenhuis beschikt over 1.513 bedden, waarin in 2020 in totaal 55.582 klinische patiënten en 499.113 poliklinische patiënten werden behandeld. Het bestaat uit meer dan 40 afzonderlijke klinieken en poliklinieken, die nauw samenwerken met de medische faculteit van de Westfaalse Wilhelms-Universiteit. Het heeft ongeveer 11.500 werknemers. 
Het UKM-complex ligt in de wijk Sentrup. Het is te herkennen aan de twee hoge gebouwen van de centrale kliniek. Beide torens tellen twintig verdiepingen, op elk daarvan zijn twee cirkelvormige afdelingen. Veel specialistische afdelingen van het UKM zijn gevestigd in dit centrale ziekenhuis, terwijl andere disciplines, zoals algemene, viscerale en transplantatiechirurgie, traumachirurgie, de oogkliniek, de oor-, neus- en keelkliniek en de huidkliniek, evenals met name de onderzoekslaboratoria, in afzonderlijke gebouwen op de campus rond het centrale ziekenhuis zijn gevestigd.
Het UKM heeft twee helipads. De meest gebruikte bevindt zich in het zuidoosten van het UKM in de directe nabijheid van de traumachirurgie. De helikopter van de spoedarts landt daar ook. De andere landingsplaats is in het noordwesten bij de UKM-apotheek en Turm West. Het wordt meestal gebruikt bij de verplaatsing per helikopter van intensive care-patiënten.

## Onderzoek en samenwerking
Door de verwevenheid van het UKM met de Medische Faculteit van de Universiteit van Münster vinden de bevindingen van de 32 universitaire onderzoeksinstituten en speciale onderzoeksgebieden, die door de Deutsche Forschungsgemeinschaft worden gefinancierd, hun weg naar de kliniek.
In het UKM bestaan de volgende gemeenschappelijke onderzoekscentra (SFB):
- SFB-TRR58: (2008-2020) Angststoornissen (Coördinatie: Münster in samenwerking met Würzburg, Hamburg en Mainz).
- SFB 1009: (2012-2020) Barrières doorbreken - Immuuncellen en ziekteverwekkers op cel/matrix barrières (Münster)
- SFB-TRR128: (2012-2020) Initiërings-, effector- en regulatorische mechanismen in multiple sclerose - van een nieuw begrip van pathogenese tot therapie (coördinatie: Münster in samenwerking met de universiteiten van München en Rijn-Main)
- SFB 656: (2005-2017) Moleculaire cardiovasculaire beeldvorming (MoBil) - van muizen tot mensen (Münster)

Bijzondere samenwerkingsverbanden bestaan (of bestonden) met de Max Planck Society, die in 2001 in Münster een Max Planck-instituut voor moleculaire biogeneeskunde heeft opgericht, en met het Leibniz-instituut voor aderverkalkingsonderzoek (LIFA), dat als instituut aan de universiteit verbonden was (thans gesloten).
Sinds 2018 werkt de Hornheide Specialistische Kliniek samen met de UKM op het gebied van plastische chirurgie.
- Gemeinsame Normdatei: 10043262-1
- International Standard Name Identifier: 0000 0004 0551 4246
- Virtual International Authority File: 153386237